# Наурузово (Пономарьовський район)
Науру́зово (рос. Наурузово) — село у складі Пономарьовського району Оренбурзької області, Росія.

## Населення
Населення — 1688 осіб (2010; 1919 у 2002).
Національний склад (станом на 2002 рік):
- татари — 97 %